# Торопа
Торо́па — река в западной части Тверской области России, правый приток Западной Двины. Длина реки — 174 км, площадь водосборного бассейна — 1950 км².
Ледостав с конца ноября — начала декабря, вскрывается в апреле. Среднегодовой расход воды в 49 км от устья — 19,7 м³/с. Питание реки смешанное, с преобладанием снегового. Река широко используется туристами для сплава на байдарках.

## Течение
Торопа протекает по территории трёх районов — Андреапольского, Торопецкого и Западнодвинского.
Исток реки — озеро Торопацкое, расположенное в районе села Торопаца Андреапольского района, на западных склонах Валдайской возвышенности. Высота истока — около 224 метра над уровнем моря. Над истоком Торопы установлена надкладезная часовня.
Сначала река течёт на юг, после озера Жельно на юго-запад. После впадения Срежинки снова течёт на юг до озера Яссы. После Ясс река протекает ещё через два крупных озера — Куденец и Кудинское. Ширина реки здесь достигает 20—40 метров, однако из-за озёр Торопа сильно разливается — до 140 метров.
Перед и после Торопца река протекает ещё через два больших озера — Соломенное и Заликовское. На участке от Заликовского озера до Старой Торопы река течёт в живописных, лесистых берегах; а за посёлком Торопа протекает через заросшее озеро Шнидкино.
Самое большое озеро на Торопе — Соломенное площадью 8 км², оно также является крупнейшим среди всех озёр Торопецкого района.
В нижнем течении река вновь входит в высокие лесистые берега, в которых и течёт до впадения в Западную Двину. Ширина реки на нижнем участке течения достигает 30—40 метров. Глубина русла от 1,7 до 3,2 метра. Скорость течения относительно высокая 0,3—0,4 м/с. Высота устья — 157,9 м над уровнем моря.

## Населённые пункты
Наиболее крупные населённые пункты на реке — город Торопец и посёлок Старая Торопа. Другие населённые пункты (от истока к устью): Заозерье, Стоякино, Заселица, Лучки, Новики, Жельно, Шатино, Ахромово, Городок, Ново-Троицкое, Федьково, Колдино, Заречье, Кудино, Цикарево, Гришино, Липки, Понизовье, Талица, Бридино, Знаменское, Шатры, Речане, Золотилово, Селяны, Полутино, Антоново, Заречье, Юшково, Терехово, Ванчата, Аверьково, Устье.

## Притоки
Бассейн Торопы значительно вытянут, поэтому река не имеет длинных притоков. Многие притоки впадают в озёра, расположенные на Торопе. Крупнейшие притоки — Любутка, Обжа, Песка, Лобница и Беница.